# Allemagne aux Jeux paralympiques d'hiver de 2018
L'Allemagne participe aux Jeux paralympiques d'hiver de 2018 à Pyeongchang, en Corée du Sud, du 9 au 18 mars 2018. Il s'agit de la huitième participation du pays aux Jeux paralympiques d'hiver.

## Composition de l'équipe
La délégation allemande est composée de 20 athlètes prenant part aux compétitions dans 3 sports, accompagnés de 4 guides.

### Ski de fond
- Alexander Ehler
- Andrea Eskau
- Martin Fleig
- Vivian Hösch (en) (guide : Florian Schillinger)
- Clara Klug (guide : Martin Härtl)
- Steffen Lehmker
- Nico Messinger (guide : Lutz Klausmann)
- Anja Wicker

### Ski alpin
- Anna-Lena Forster
- Georg Kreiter
- Thomas Nolte
- Anna-Maria Rieder
- Noemi Ristau (guide : Lucien Gerkau)
- Andrea Rothfuss
- Anna Schaffelhuber

### Curling
- Wolf Meißner
- Heike Melchior
- Harry Pavel
- Christiane Putzich
- Martin Schlitt